# Мищенко, Константин Павлович
Константин Павлович Мищенко (1901—1979) — профессор, доктор химических наук, заслуженный деятель науки РСФСР. Специалист по растворам. Сын известного ботаника Павла Ивановича Мищенко и его жены Натальи (урожденной Раевской).

## Биография
Окончил химический факультет Ленинградского университета (1926) и его аспирантуру. Ученик выдающегося физика-химика Михаила Степановича Вревского. Ещё студентом работал у него препаратором, лаборантом, а по окончании ЛГУ — ассистентом.
В 1951—1976 зав. кафедрой физической и коллоидной химии, в 1953—1972 проректор по научной работе в Ленинградском технологическом институте целлюлозно-бумажной промышленности (ЛТИ ЦБП, ныне — СПбГТУРП).

## Научная деятельность
Организовал школу по термодинамике и строению растворов и (в 1958 г.) проблемную лабораторию физики и химии целлюлозы.
Совместно со своим учеником Г. М. Полторацким написал монографию «Термодинамика и строение растворов». Она вышла двумя изданиями (1968 и 1976), переведена в США и Японии.

### Сочинения
- Вопросы термодинамики и строения водных и неводных растворов электролитов [Текст] / К. П. Мищенко, Г. М. Полторацкий. — Ленинград : Химия. Ленингр. отд-ние, 1968. — 351 с. : черт.; 22 см.
- Термодинамика и строение водных и неводных растворов электролитов [Текст] / К. П. Мищенко, Г. М. Полторацкий. — 2-е изд., перераб. и доп. — Ленинград : Химия. Ленингр. отд-ние, 1976. — 328 с. : ил.; 22 см.